# Tipula multistrigata
Tipula multistrigata är en tvåvingeart som beskrevs av Alexander 1933. Tipula multistrigata ingår i släktet Tipula och familjen storharkrankar. Inga underarter finns listade i Catalogue of Life.